# Icewind Dale: Heart of Winter
Icewind Dale: Heart of Winter (укр. "Долина Крижаного Вітру: Серце Зими") —  додаток до рольової відеогри Icewind Dale за всесвітом Forgotten Realms, випущена компаніями Interplay і Black Isle Studios. Дія гри розгортається в північному регіоні Фаеруна за Хребтом Миру, у Долині Крижаного Вітру. Розробники спочатку планували пов'язати сюжет гри з подіями  однойменної трилогії письменника  Роберта Сальваторе, але в підсумку перенесли дію гри на кілька десятиліть до подій книги.

## Геймплей
Щоб отримати доступ до нової кампанії, гравець повинен увійти в раніше заблоковані двері в місті Кулдахар, володіючи персонажами 9-го рівня або вище, або можна також імпортувати партію персонажів після проходження головної кампанії Icewind Dale.
Максимальний рівень розвитку було підвищено до 30-го рівня. З'явилася можливість прибрати панелі інтерфейсу та грати з чистим екраном, і нові роздільні здатності екрана. Тайники тепер можна виявляти, затиснувши клавішу ALT. Персонажам стали доступні нові здібності, але вони працюють тільки у заново згенерованих героїв.

## Сюжет
Герої Долини Крижаного Вітру на запрошення варварського шамана, котрий передчуває біду, вирушають до міста Лонлівуд, щоб спробувати врятувати Десять Міст від гніву воскреслого варвара — героя Вульфдіна, що зібрав величезну армію. Переговори з воскреслим вождем не приводять ні до чого хорошого, однак шаман вірить, що не все так просто… Тільки за допомогою легендарної провидиці герої дізнаються, чия душа насправді ховається в тілі Вульфдіна, і вирушають на останню битву з цією злою сутністю — стародавньою білою драконицею Ікасарахтою, яка не один раз зуміла обдурити смерть…

## Trials of the Luremaster
Icewind Dale: Серце Зими: Trials of the Luremaster — безкоштовне офіційне доповнення до відеогри Icewind Dale, випущений Black Isle Studios у відповідь на критику що Icewind Dale: Heart Of Winter. Воно містить кілька нових локацій і масу нових супротивників.

### Сюжет
Таємничий варвар переносить героїв з таверни прямо в древній замок, що стоїть посеред пустелі Анаурок. Замок наповнений пастками, могутніми монстрами і артефактами, а також загадками, покликаними випробувати тих, кого доля привела в це прокляте місце. Господар замку — таємничий привид барда, Майстер Випробувань, і героям належить проявити всі свої таланти, щоб вийти переможцями з його володіння.